# 大光集團
香港大光集團於1988成立，集團由香港潮州商會會董、香港潮屬社團總會副主席林鎮洪先生創辦，目前是一家涉足金融投資、业務重組股權投資、房地產開發、煙草製造及銷售、中醫藥科技、能源、交通、礦產、健康食品和物流等多个业務領域的跨國大型綜合企業
在全球多個國家或地區投資業務或設有分公司，例如在中國城市雲南設有分公司以「金不換」品牌經營以中藥田七為主要成份的中成藥及健康食品，亦在中國城市深圳、廣州、大連、昆山市投資房地產開發，根據集團高層接受媒體訪問時表示，
集團正考慮分拆旗下負責中成藥及健康食品業務的雲南「金不換」公司在香港上市。

## 新聞
- 林鎮洪 （页面存档备份，存于）

- 林鎮洪：雲南要發展，人才是關鍵 （页面存档备份，存于）

- 金不換：爭取在港上市[永久]

- 林鎮洪：傾情公司產品 冀員工與公司共成長 （页面存档备份，存于）